# Himanka
Himanka este o fostă comună din Finlanda.